# سایه‌ها در بهشت (فیلم ۲۰۱۰)
سایه‌ها در بهشت (به انگلیسی: Shadows in Paradise) فیلمی آمریکایی در ژانر اکشن به کارگردانی و نویسندگی جی. استیفن ماوندر است که در سال ۲۰۱۰ منتشر شد. مارک داکاسیوس ، آرماند آسانته ، تام سیزمور و صوفی اسکای در این فیلم بازی کرده‌اند.